# Кашмирская кабарга
Кашмирская кабарга (лат. Moschus cupreus) — вид парнокопытных млекопитающих из семейства кабарговых, близкий родственник сибирской кабарги. Первоначально описан как подвид рыжебрюхой кабарги, но позже переклассифицирован в отдельный вид.
Достигают в высоту 60 см. Только у самцов имеются бивни, которые они используют во время брачного сезона, чтобы конкурировать за самок.
Обитает в Афганистане, Индии и Пакистане. Недавние исследования показали, что этот вид представлен в западном Непале. Кашмирская кабарга, одна из семи видов, встречающихся по всей Азии, находится под угрозой исчезновения из-за потери среды обитания, а также из-за браконьеров, охотящихся на неё из-за мускусной железы, являющейся ценным ингредиентом в восточной медицины. Вид занесён в список исчезающих видов в Пакистане.